# Villanterio
Villanterio är en ort och kommun i provinsen Pavia i regionen Lombardiet i Italien. Kommunen hade 2 985 invånare (2018).